# 亞洲會展產業論壇
亞洲會展產業論壇（英語：Asian Mice Forum，AMF），又稱亞洲會展論壇，是由經濟部國際貿易局委託中華民國外貿協會辦理的年度國際級論壇，自2006年以來至今已經邁入十三屆，是臺灣會展產業最具指標性的盛事之一。每年都會邀請世界各地的講師分享會展經驗及資訊，與台灣會展專業人士交流。
最近一次的亞洲會展論壇於2018年9月11日至9月12日於臺中市舉辦，也是該論壇首次移師臺中舉辦，共有來自23個國家且約有420位與會者參與。